# 愛的淚珠

《愛的淚珠》是台灣歌手黃鶯鶯發行第五張國語專輯。

## 曲目
黑膠唱片版本

第一面

1. 愛的淚珠
新芒詞，王福齡曲
2. 愛像一陣春風
小軒詞，譚健常曲
3. 心中夢中
陳蝶衣詞，王福齡曲
4. 伊人芳
小軒詞，譚健常曲
5. 回憶最甜蜜
陳俊詞
6. 森林之歌
姚敏曲，洪流詞

第二面

1. 夢裡的呼喚
小軒詞，譚健常曲
2. 教我怎麼辦
潘茜詞，王福齡曲
3. 霿茫茫
陳蝶衣詞，王福齡曲
4. 相遇
小軒詞，譚健常曲
5. 微風小雨
露儀詞
6. 露珠兒

CD版本

1. 愛的淚珠
2. 心中夢中
3. 伊人芳踪
4. 愛像一陣春風
5. 回憶最甜蜜
6. 森林之歌
7. 教我怎麼辦
8. 夢理的呼喚
9. 霧茫茫
10. 相遇
11. 微風小雨
12. 露珠兒